# 布赫多
布赫多，是西班牙卡斯蒂利亚-莱昂布尔戈斯省的一个市镇。总面积10平方公里，总人口134人（2001年），人口密度13人/平方公里。